# Anagyrus xanthogaster
Anagyrus xanthogaster är en stekelart som beskrevs av Perkins 1910. Anagyrus xanthogaster ingår i släktet Anagyrus och familjen sköldlussteklar. Inga underarter finns listade i Catalogue of Life.